# Waldemar Smolarek

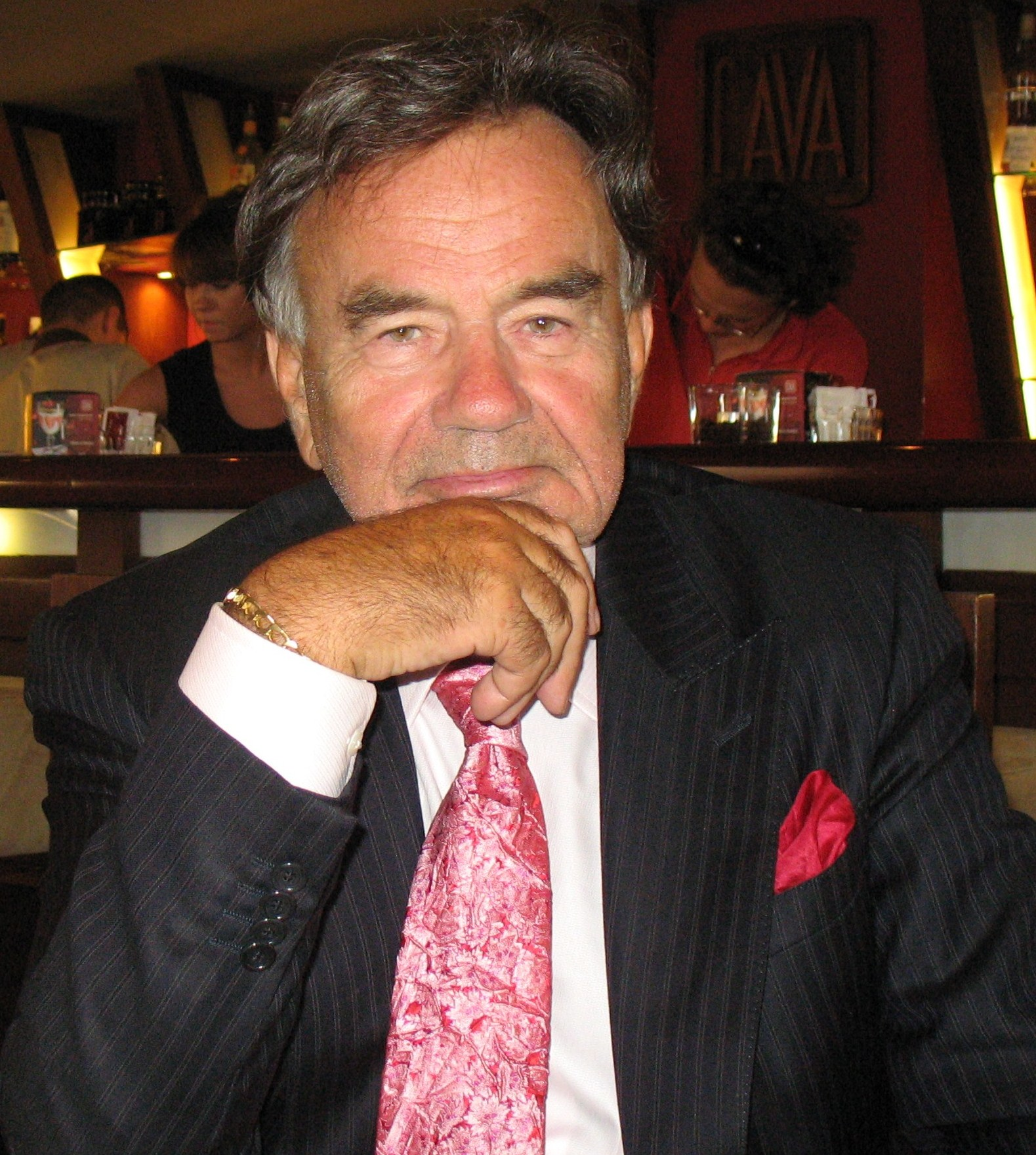
Waldemar Smolarek

Waldemar Smolarek (ur. 5 września 1937 w Warszawie, zm. 22 sierpnia 2010 w Vancouver) – polski malarz i grafik.

## Życiorys
Urodził się 5 września 1937 roku w Warszawie. W czasie II wojny światowej, jego ojciec trafił do obozu koncentracyjnego w Mathausen i tam zginął wiosną 1945 roku podczas próby ucieczki. Od tej pory – wraz z bratem Apolinarym – był wychowywany przez matkę. Bardzo szybko się usamodzielnił. Zaczął interesować się metaloplastyką i malarstwem. Razem z bratem uczęszczał na zajęcia do ogniska plastycznego na warszawskiej Pradze. Jego zdolności artystyczne zauważył wybitny polski malarz Aleksander Kobzdej i prof. Zygmunt Tomkiewicz, u którego studiował w prywatnym studium na warszawskiej Akademii Sztuk Pięknych, a następnie kontynuował naukę w Studium Wincentego Śliwińskiego. W roku 1958 zaczął wystawiać swoje prace. Jego dokonania budziły coraz większe zaciekawienie.
W latach 1962–1967 był współorganizatorem niezależnych wystaw na murach obronnych starej Warszawy, przede wszystkim na Barbakanie. Lokalizacja była strzałem w dziesiątkę: codziennie tamtędy przechodziły tłumy turystów, w tym bardzo wielu zagranicznych. Prace między innymi: Jana Naliwajki, Zbigniewa Kupczyńskiego, Janusza Wagnera czy braci Smolarków, stały się rozpoznawalne i chętnie kupowane przez przybyłych gości. Waldemar Smolarek był aktywnym uczestnikiem i organizatorem wielu formalnych i nieformalnych wystaw. Jego twórczość nabrałą cechy uniwersalne: od metaloplastyki, którą parał się we wczesnych latach młodzieńczych, poprzez grafikę aż po prace olejne na płótnie i papierze. Jednak przede wszystkim zajmował się sztuką abstrakcyjną. Choć nie był to już wiodący kierunek – epoka Kandinsky’ego, Klee’a, Pollock’a czy Malewicza minęła – to abstrakcjonizm nadal cieszył się dużym zainteresowaniem – a sam Waldemar Smolarek zaczął odnosić sukcesy. Jego prace nie były wtórne, wnosiły oddech świeżości. Kontestował rzeczywistość i tradycję. Tak jak jego wielcy mistrzowie, tak i on odrzucał wszelkie formy realistycznego przedstawienia. Jego obrazy także nie miały odniesienia w świecie realnym. Bezustannie poszukiwał nowych form, ale odrzucał wszelkie figury. Malował, ale nie używał żadnych konkretnych przedmiotów. Jego formą stawał się: pion – poziom, linia, plama.
To malarstwo, którego głównym założeniem było odejście i wyzwolenie się od konkretnego tematu, rzeczywistości oraz zrezygnowanie z naśladowania natury. W 1968 roku wyemigrował z Polski. Początkowo przebywał w Szwecji, a następnie wyjechał do Kanady. Mieszkał w Vancouver. Cały czas tworzył. Spotykał się i współpracował z wieloma uznanymi malarzami, między innymi z Salvadorem Dali, co nie jest bez znaczenia dla jego twórczości artystycznej. Prace Waldemara Smolarka, wystawiane są na całym świecie. Wiele z nich trafiło do światowych galerii i muzeów, a także do prywatnych kolekcjonerów. Był artystą zaangażowanym społecznie. Przekazywał swoje obrazy na cele charytatywne, między innymi wspierające fundacje walki z rakiem. Należał do twórców światowej kultury, co zostało docenione w „Who is who in the World”. Umarł nagle w Vancouver 22 sierpnia 2010 roku.